# Ophionereididae
Famille
Les Ophionereididae forment une famille d'ophiures de l'ordre des Ophiurida.

## Description et caractéristiques
Cette famille se caractérise par l'insertion des bras en dessous du disque. Les piquants sont rarement plus courts que la largeur des bras, s'étendant latéralement. Chaque segment présente une paire de plaques brachiales supplémentaires. 

## Liste des genres
Selon World Register of Marine Species (24 mars 2018) :
- Ophiochiton Lyman, 1878 -- 11 espèces et 1 fossile
- Ophiodoris Koehler, 1904 -- 4 espèces et 1 fossile
- Ophionereis Lütken, 1859 -- 29 espèces
- Ophioneroides Cherbonnier & Guille, 1978 -- 1 espèce
- Ophioplax Lyman, 1875 -- 8 espèces

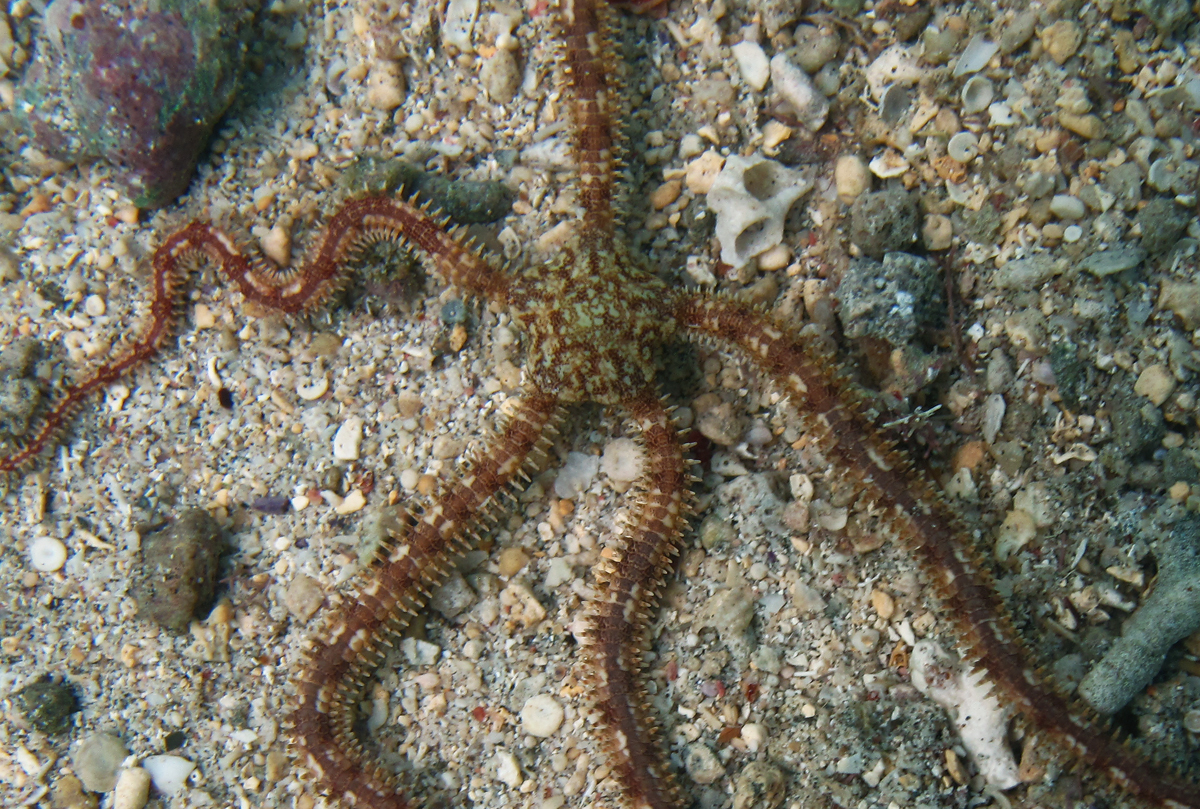
Ophionereis porrecta (complexe d'espèces)
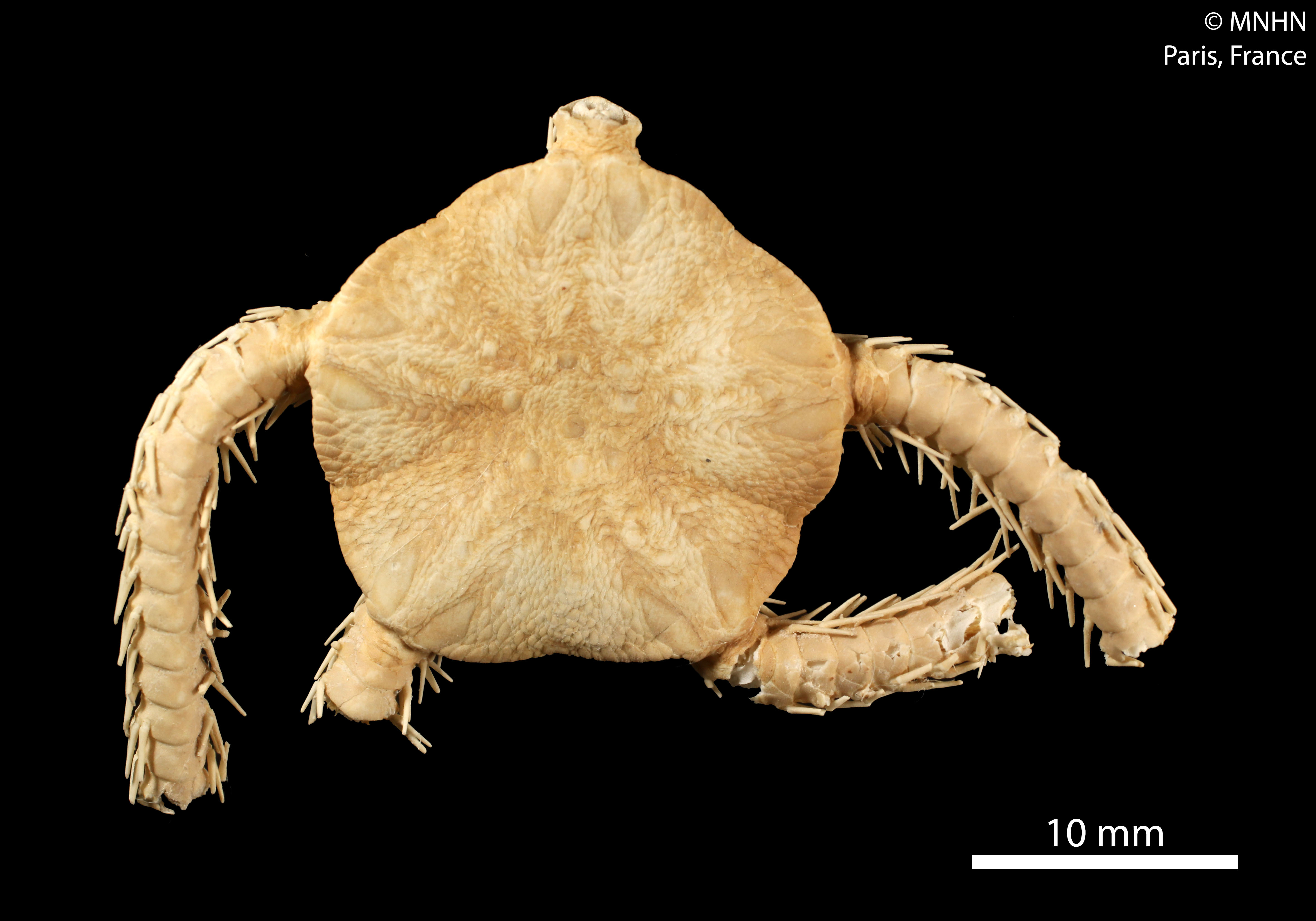
Ophiochiton fastigatus
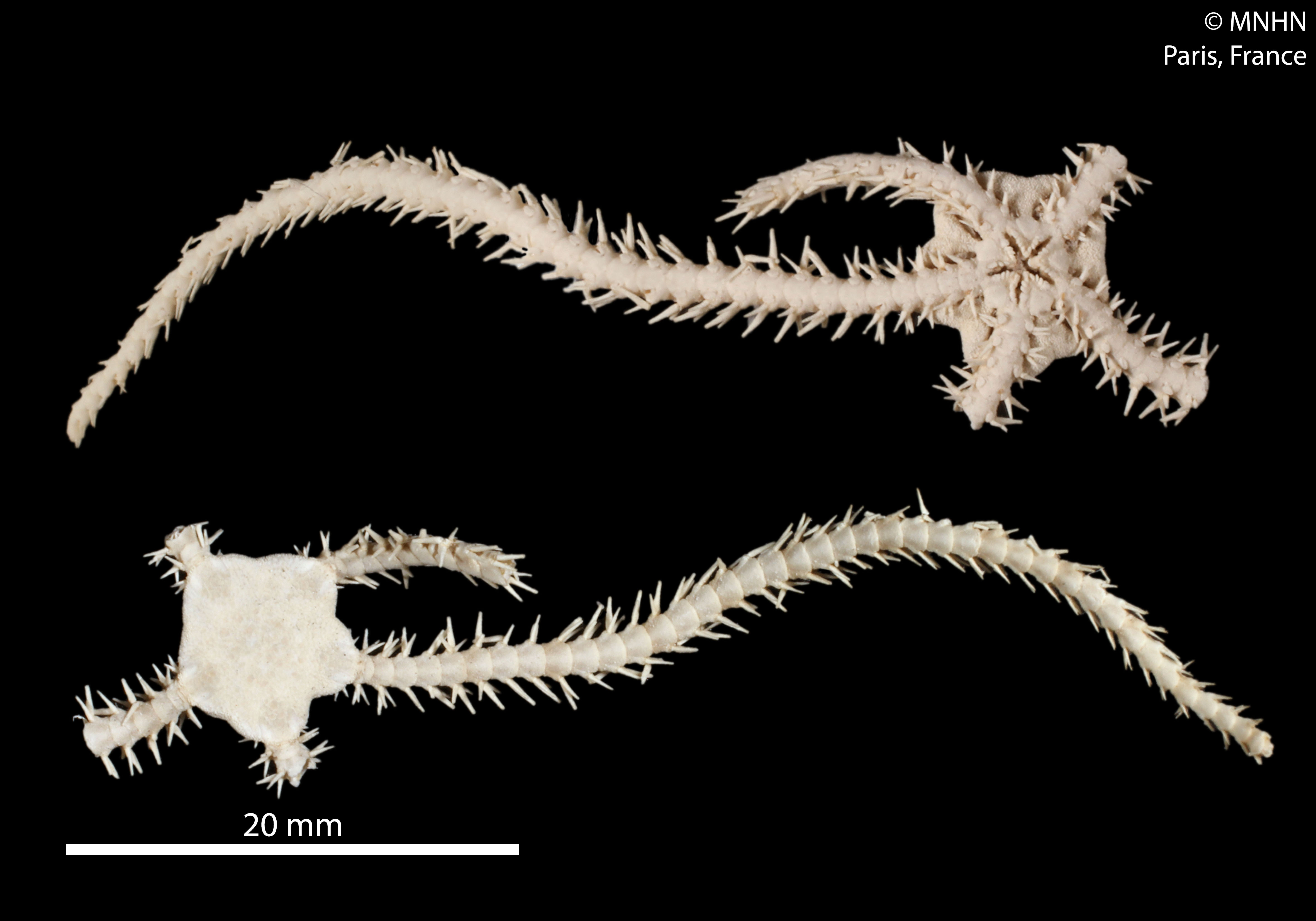
Ophioplax ljungmani (MNHN)